# زوانتوس سوسیاتوس
زوانتوس سوسیاتوس (نام علمی: Zoanthus sociatus) نام یک گونه از سرده مرجان فرشی است. این گونه با نام‌های «فرش سبز دریایی» هم شناخته می‌شود. زوانتوس سوسیاتوس، نوعی یاخته گزنده است که معمولاً در آب‌سنگ‌های کم‌عمق در مناطق استوایی دریای کارائیب تا جنوب‌شرقی برزیل یافت می‌شود. در حال حاضر، تحقیقاتی برای بررسی استفاده از این گونه علیه انگل‌های لنفاوی انسان در حال انجام است.